# Ford SYNus
 (décembre 2021).
La mise en forme du texte ne suit pas les recommandations de Wikipédia : il faut le « wikifier ».
Les points d'amélioration suivants sont les cas les plus fréquents :
- Les titres sont pré-formatés par le logiciel. Ils ne sont ni en capitales, ni en gras.
- Le texte ne doit pas être écrit en capitales (les noms de famille non plus), ni en gras, ni en italique, ni en « petit »…
- Le gras n'est utilisé que pour surligner le titre de l'article dans l'introduction, une seule fois.
- L'italique est rarement utilisé : mots en langue étrangère, titres d'œuvres, noms de bateaux, etc.
- Les citations ne sont pas en italique mais en corps de texte normal. Elles sont entourées par des guillemets français : « et ».
- Les listes à puces sont à éviter, des paragraphes rédigés étant largement préférés. Les tableaux sont à réserver à la présentation de données structurées (résultats, etc.).
- Les appels de note de bas de page (petits chiffres en exposant, introduits par l'outil «  Source ») sont à placer entre la fin de phrase et le point final[comme ça].
- Les liens internes (vers d'autres articles de Wikipédia) sont à choisir avec parcimonie. Créez des liens vers des articles approfondissant le sujet. Les termes génériques sans rapport avec le sujet sont à éviter, ainsi que les répétitions de liens vers un même terme.
- Les liens externes sont à placer uniquement dans une section « Liens externes », à la fin de l'article. Ces liens sont à choisir avec parcimonie suivant les règles définies. Si un lien sert de source à l'article, son insertion dans le texte est à faire par les notes de bas de page.
- La présentation des références doit suivre les conventions bibliographiques. Il est recommandé d'utiliser les modèles {{Ouvrage}}, {{Chapitre}}, {{Article}}, {{Lien web}} et/ou {{Bibliographie}}. Le mode d'édition visuel peut mettre en forme automatiquement les références.
- Insérer une infobox (cadre d'informations à droite) n'est pas obligatoire pour parachever la mise en page.

Pour une aide détaillée, merci de consulter Aide:Wikification.
Si vous pensez que ces points ont été résolus, vous pouvez retirer ce bandeau et améliorer la mise en forme d'un autre article.

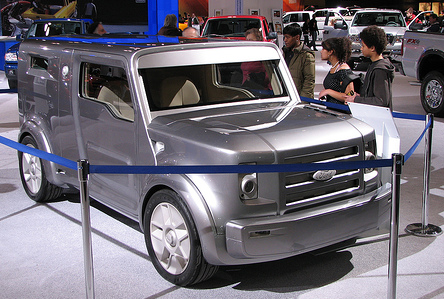
Le Ford SYnus au salon de l'auto au Canada en 2007

Le Ford SYNus est un concept car produit par Ford et créé par le designer espagnol Jose Paris (design extérieur) et Joe Baker (intérieur). Le SYNus a fait ses débuts au Salon international de l'automobile d'Amérique du Nord 2005.
Le nom inhabituel, qui se prononce "sin-you-ehs", vient des mots synthèse (synthèse de l'extérieur robuste et de l'intérieur doux) et US, qui signifie Urban Sanctuary (sanctuaire urbain en français). En anglais, son nom est un homophone de sinueux (sinuous), qui signifie courbe, ou gracieux.

## Conception
Le design imite celui d'un tatou, dans le sens ou il a un extérieur robuste et un intérieur doux. Armadillo (tatou en français) était un nom de projet pour le SYNus, mais il a été rejeté lorsque Ford a découvert qu'il existait un autre concept car de Fiat portant ce nom. D'autres noms pour la production ont inclus "Ford Knox" et "Gorilla".
Le SYNus partage sa conception de groupe motopropulseur avec la Ford Mondeo. Le moteur est un moteur diesel 4 cylindres Duratorq TDCi DOHC turbocompressé avec 16 soupapes, 2,0 L et qui produit 134 chevaux (100 kW). Le SYNus a une transmission manuelle à cinq vitesses. Ses roues mesurent 18 pouces (457 mm) de diamètre. Il dispose d'un concentrateur LAN sans fil conforme à la norme IEEE 802.11g. Le SYNus a été conçu pour maximiser la sécurité et tire son esthétique des coffres-forts de banque modernes[réf. nécessaire]. Les vitres et le châssis de la voiture sont résistants aux balles. Il n'a pas de lunette arrière et, à la place, il affiche un flux vidéo sur un grand moniteur LCD installé à l'arrière dans l'intérieur de la voiture. De plus, en «mode verrouillage», des volets en acier se ferment autour du pare-brise avant, des vitres et des éclairages extérieurs.
La voiture est aussi, comme mentionné précédemment, un «sanctuaire urbain». En "mode verrouillage", les sièges de la voiture peuvent être configurés pour faire face à l'arrière, pour regarder des films ou se détendre dans la vie urbaine autrement mouvementée. En ce sens, la voiture peut être utilisée pour se couper du monde extérieur.